# Megapodius
Megapodius es un género de aves galliformes de la familia Megapodiidae conocidas vulgarmente como talégalos o megapodios. Se distribuyen por diversas islas filipinas e indonesias, el norte de Australia y otros varios territorios de Oceanía.

## Especies
Se conocen 13 especies de Megapodius:
- Megapodius pritchardii Gray, 1864
- Megapodius laperouse Gaimard, 1823
- Megapodius nicobariensis Blyth, 1846
- Megapodius cumingii Dillwyn, 1853
- Megapodius bernsteinii Schlegel, 1866]
- Megapodius tenimberensis Sclater, 1883
- Megapodius freycinet Gaimard, 1823
- Megapodius forsteni Gray, 1847
- Megapodius geelvinkianus Meyer, 1874
- Megapodius eremita Hartlaub, 1868
- Megapodius layardi Tristram, 1879
- Megapodius decollatus Oustalet, 1878
- Megapodius reinwardt Dumont, 1823